# Le spie di Napoleone
Le spie di Napoleone (Der höhere Befehl) è un film del 1935 diretto da Gerhard Lamprecht.

## Produzione
Il film fu prodotto dall'Universum Film (UFA).

## Distribuzione
Distribuito dalla UFA-Filmverleih, uscì nelle sale cinematografiche tedesche con il visto di censura B.40957 del 13 dicembre 1935 che ne permetteva la visione anche ai minori. La prima proiezione per il pubblico si tenne all'Ufa-Palast am Zoo di Berlino il 30 dicembre dello stesso anno.